# Nachal Garof
Nachal Garof (hebrejsky: נחל גרוף) je krátké vádí v jižním Izraeli, v pohoří Harej Ejlat.
Začíná v nadmořské výšce okolo 200 metrů nad mořem, na planině Ramat Jotam na západním okraji od města Ejlat. Odtud směřuje k jihovýchodu mírně zaříznutým údolím po západním okraji Ejlatu. Zde podchází dálnici číslo 90 a ústí do Rudého moře v prostoru Ejlatského přístavu.